# (32735) Strekalov
(32735) Strekalov est un astéroïde de la ceinture principale.

## Description
(32735) Strekalov est un astéroïde de la ceinture principale. Il fut découvert le 27 septembre 1978 à Naoutchnyï par Lioudmila Tchernykh. Il présente une orbite caractérisée par un demi-grand axe de 2,41 UA, une excentricité de 0,25 et une inclinaison de 11,4° par rapport à l'écliptique.

## Compléments